# Israel Football League 2009-2010
La Israel Football League 2009-2010 è stata la 3ª edizione del campionato di football americano di primo livello, organizzato da AFI.

## Squadre partecipanti
| Club                  | Città                  | Stadio | Sponsor ufficiale | Risultato nella stagione 2009 |
| --------------------- | ---------------------- | ------ | ----------------- | ----------------------------- |
| Beersheva Black Swarm | Be'er Sheva            |        |                   |                               |
| Haifa Underdogs       | Haifa                  |        | Nemo’s            |                               |
| Jerusalem Kings       | Gerusalemme            |        |                   |                               |
| Jerusalem Lions       | Gerusalemme            |        | Big Blue          |                               |
| Judean Rebels         | Gerusalemme            |        |                   |                               |
| Modi'in Pioneers      | Modi'in-Maccabim-Re'ut |        |                   |                               |
| Tel Aviv-Jaffa Sabres | Tel Aviv - Giaffa      |        |                   |                               |

## Stagione regolare

### Calendario

#### 1ª giornata
| Gerusalemme 5 novembre 2009 | Jerusalem Lions | 32 – 30 (8-6 8-0 8-8 8-16) | Judean Rebels | Kraft Family Stadium |

| Modi'in-Maccabim-Re'ut 7 novembre 2009 | Modi'in Pioneers | 20 – 14 (0-0 6-6 0-8 14-0) | Beersheva Black Swarm | Maccabim Re’ut Soccer Field |

#### 2ª giornata
| Haifa 13 novembre 2009 | Haifa Underdogs | 30 – 22 (8-0 16-22 6-0 0-0) | Jerusalem Kings | Yoqneam Soccer Field |

| Tel Aviv 14 novembre 2009 | Tel Aviv-Jaffa Sabres | 22 – 10 (8-0 6-0 0-0 8-10) | Modi'in Pioneers | Hapoel Wolfson Stadium |

#### 3ª giornata
| Gerusalemme 19 novembre 2009 | Jerusalem Kings | 70 – 26 (16-12 24-14 16-0 14-0) | Beersheva Black Swarm | Kraft Family Stadium |

| Gerusalemme 19 novembre 2009 | Judean Rebels | 58 – 52 (16-6 24-8 8-26 10-12) | Haifa Underdogs | Kraft Family Stadium |

#### 4ª giornata
| Be'er Sheva 27 novembre 2009 | Beersheva Black Swarm | 2 – 56 (0-14 2-16 0-10 0-16) | Tel Aviv-Jaffa Sabres | Micha Reisser Sports Field |

| Modi'in-Maccabim-Re'ut 28 novembre 2009 | Modi'in Pioneers | 14 – 20 (0-14 8-0 0-6 6-0) | Jerusalem Lions | Maccabim Re’ut Soccer Field |

#### 5ª giornata
| Be'er Sheva 4 dicembre 2009 | Beersheva Black Swarm | 6 – 68 (0-24 6-10 0-16 0-18) | Haifa Underdogs | Micha Reisser Sports Field |

| Tel Aviv 5 dicembre 2009 | Tel Aviv-Jaffa Sabres | 66 – 42 (14-14 8-0 22-14 22-14) | Judean Rebels | Hapoel Wolfson Stadium |

#### 6ª giornata
| Gerusalemme 10 dicembre 2009 | Jerusalem Lions | 70 – 22 (26-8 18-0 13-0 13-14) | Beersheva Black Swarm | Kraft Family Stadium |

| Modi'in-Maccabim-Re'ut 11 dicembre 2009 | Modi'in Pioneers | 8 – 44 (0-16 0-8 8-6 0-14) | Haifa Underdogs | Maccabim Re’ut Soccer Field |

| Gerusalemme 12 dicembre 2009 | Jerusalem Kings | 60 – 64 (6-20 20-14 12-14 22-16) | Judean Rebels | Kraft Family Stadium |

#### 7ª giornata
| Gerusalemme 17 dicembre 2009 | Jerusalem Kings | 22 – 58 (0-22 6-22 8-8 8-6) | Tel Aviv-Jaffa Sabres | Kraft Family Stadium |

| Gerusalemme 18 dicembre 2009 | Jerusalem Lions | 22 – 28 (8-0 8-8 0-6 6-14) | Haifa Underdogs | Kraft Family Stadium |

#### 8ª giornata
| Gerusalemme 24 dicembre 2009 | Judean Rebels | 43 – 12 (8-0 22-0 6-6 7-6) | Beersheva Black Swarm | Kraft Family Stadium |

| Tel Aviv 26 dicembre 2009 | Tel Aviv-Jaffa Sabres | 26 – 32 (0-0 6-16 14-8 6-8) | Jerusalem Lions | Hapoel Wolfson Stadium |

#### 9ª giornata
| Gerusalemme 31 dicembre 2009 | Jerusalem Kings | 40 – 28 (12-16 16-0 6-12 6-0) | Modi'in Pioneers | Kraft Family Stadium |

#### 10ª giornata
| Gerusalemme 7 gennaio 2010 | Judean Rebels | 32 – 50 (0-6 8-22 16-16 8-6) | Tel Aviv-Jaffa Sabres | Kraft Family Stadium |

| Haifa 8 gennaio 2010 | Haifa Underdogs | 26 – 28 (14-14 12-8 0-0 0-6) | Modi'in Pioneers | Yoqneam Soccer Field |

#### 11ª giornata
| Gerusalemme 14 gennaio 2010 | Jerusalem Kings | 42 – 34 (16-0 6-6 0-14 20-14) | Haifa Underdogs | Kraft Family Stadium |

| Gerusalemme 14 gennaio 2010 | Judean Rebels | 48 – 70 (8-16 22-20 12-12 6-22) | Jerusalem Lions | Kraft Family Stadium |

| Modi'in-Maccabim-Re'ut 16 gennaio 2010 | Modi'in Pioneers | 18 – 24 (6-0 6-8 0-14 6-2) | Tel Aviv-Jaffa Sabres | Maccabim Re’ut Soccer Field |

#### 12ª giornata
| Be'er Sheva 22 gennaio 2010 | Beersheva Black Swarm | 8 – 36 (0-16 0-12 0-0 8-8) | Judean Rebels | Micha Reisser Sports Field |

#### 13ª giornata
| Haifa 29 gennaio 2010 | Haifa Underdogs | 6 – 26 (0-0 0-20 6-0 0-6) | Jerusalem Lions | Yoqneam Soccer Field |

#### 14ª giornata
| Haifa 5 febbraio 2010 | Haifa Underdogs | 20 – 72 (6-20 6-8 0-6 8-38) | Judean Rebels | Yoqneam Soccer Field |

| Tel Aviv 6 febbraio 2010 | Tel Aviv-Jaffa Sabres | 52 – 46 (12-8 8-8 8-22 24-8) | Jerusalem Kings | Hapoel Wolfson Stadium |

#### 15ª giornata
| Be'er Sheva 12 febbraio 2010 | Beersheva Black Swarm | 40 – 42 (12-16 6-6 8-6 14-14) | Jerusalem Kings | Micha Reisser Sports Field |

| Modi'in-Maccabim-Re'ut 13 febbraio 2010 | Modi'in Pioneers | 12 – 36 (0-8 6-16 0-6 6-6) | Judean Rebels | Maccabim Re’ut Soccer Field |

#### 16ª giornata
| Gerusalemme 18 febbraio 2010 | Jerusalem Kings | 26 – 20 (0-6 6-0 0-6 20-8) | Jerusalem Lions | Kraft Family Stadium |

| Haifa 20 febbraio 2010 | Haifa Underdogs | 40 – 76 (6-14 22-42 0-14 12-6) | Tel Aviv-Jaffa Sabres | Yoqneam Soccer Field |

#### 17ª giornata
| Gerusalemme 26 febbraio 2010 | Jerusalem Lions | 2 – 26 (0-6 2-6 0-8 0-6) | Modi'in Pioneers | Kraft Family Stadium |

| Tel Aviv 27 febbraio 2010 | Tel Aviv-Jaffa Sabres | 38 – 12 (16-0 14-6 6-0 0-6) | Beersheva Black Swarm | Hapoel Wolfson Stadium |

#### 18ª giornata
| Gerusalemme 4 marzo 2010 | Jerusalem Lions | 12 – 18 (0-0 0-10 0-0 12-8) | Jerusalem Kings | Kraft Family Stadium |

| Be'er Sheva 6 marzo 2010 | Beersheva Black Swarm | 14 – 20 (8-0 0-14 6-6 0-0) | Modi'in Pioneers | Micha Reisser Sports Field |

### Classifica
La classifica della regular season è la seguente:
- PCT = percentuale di vittorie, G = partite giocate, V = partite vinte,  P = partite perse, PF = punti fatti, PS = punti subiti

| Pos. | Squadra               | PCT  | G  | V | N | P  | PF  | PS  |
| ---- | --------------------- | ---- | -- | - | - | -- | --- | --- |
| 1    | Tel Aviv-Jaffa Sabres | .900 | 10 | 9 | 0 | 1  | 468 | 256 |
| 2    | Jerusalem Kings       | .600 | 10 | 6 | 0 | 4  | 388 | 364 |
| 3    | Jerusalem Lions       | .600 | 10 | 6 | 0 | 4  | 306 | 248 |
| 4    | Judean Rebels         | .600 | 10 | 6 | 0 | 4  | 461 | 382 |
| 5    | Haifa Underdogs       | .400 | 10 | 4 | 0 | 6  | 348 | 360 |
| 6    | Modi'in Pioneers      | .400 | 10 | 4 | 0 | 6  | 184 | 242 |
| 7    | Beersheva Black Swarm | .000 | 10 | 0 | 0 | 10 | 156 | 461 |

## Playoff

### Tabellone
|  | Wild Card | Wild Card        | Wild Card       |                 |                       | Semifinali            | Semifinali            | Semifinali |  |  | III Israel Bowl | III Israel Bowl | III Israel Bowl |  |
|  |           |                  |                 |                 |                       |                       |                       |            |  |  |                 |                 |                 |  |
|  |           |                  |                 |                 |                       | 1                     | Tel Aviv-Jaffa Sabres | 70         |  |  |                 |                 |                 |  |
|  |           |                  |                 |                 |                       | 1                     | Tel Aviv-Jaffa Sabres | 70         |  |  |                 |                 |                 |  |
|  |           |                  |                 | Judean Rebels   | 30                    |                       |                       |            |  |  |                 |                 |                 |  |
|  | 4         | Judean Rebels    | 46              | Judean Rebels   | 30                    |                       |                       |            |  |  |                 |                 |                 |  |
|  | 4         | Judean Rebels    | 46              |                 |                       |                       |                       |            |  |  |                 |                 |                 |  |
|  | 5         | Haifa Underdogs  | 20              |                 |                       |                       |                       |            |  |  |                 |                 |                 |  |
|  | 5         | Haifa Underdogs  | 20              |                 | Tel Aviv-Jaffa Sabres | Tel Aviv-Jaffa Sabres | 26                    |            |  |  |                 |                 |                 |  |
|  |           |                  |                 |                 |                       |                       |                       |            |  |  |                 |                 |                 |  |
|  |           |                  | Jerusalem Lions | Jerusalem Lions | 22                    |                       |                       |            |  |  |                 |                 |                 |  |
|  |           |                  |                 | Jerusalem Lions | 22                    |                       |                       |            |  |  |                 |                 |                 |  |
|  |           |                  |                 |                 |                       |                       |                       |            |  |  |                 |                 |                 |  |
|  |           |                  |                 |                 |                       |                       |                       |            |  |  |                 |                 |                 |  |
|  |           | 2                | Jerusalem Kings | 6               |                       |                       |                       |            |  |  |                 |                 |                 |  |
|  |           |                  |                 | 6               |                       |                       |                       |            |  |  |                 |                 |                 |  |
|  |           |                  |                 | Jerusalem Lions | 50                    |                       |                       |            |  |  |                 |                 |                 |  |
|  | 3         | Jerusalem Lions  | 42              | Jerusalem Lions | 50                    |                       |                       |            |  |  |                 |                 |                 |  |
|  | 3         | Jerusalem Lions  | 42              |                 |                       |                       |                       |            |  |  |                 |                 |                 |  |
|  | 6         | Modi'in Pioneers | 30              |                 |                       |                       |                       |            |  |  |                 |                 |                 |  |

### Wild card
| Gerusalemme 11 marzo 2010 | Judean Rebels | 46 – 20 (8-0 8-0 14-8 16-12) | Haifa Underdogs | Kraft Family Stadium |

| 12 marzo 2010 | Jerusalem Lions | 42 – 30 (14-0 22-6 6-8 0-16) | Modi'in Pioneers |  |

### Semifinali
| Gerusalemme 19 marzo 2010 | Jerusalem Kings | 6 – 50 (6-14 0-6 0-8 0-22) | Jerusalem Lions | Kraft Family Stadium |

| Tel Aviv 20 marzo 2010 | Tel Aviv-Jaffa Sabres | 70 – 30 (16-8 22-0 6-14 26-8) | Judean Rebels | Hapoel Wolfson Stadium |

### III Israel Bowl
| Gerusalemme 26 marzo 2010 | Tel Aviv-Jaffa Sabres | 26 – 22 (8-6 12-8 6-8 0-0) | Jerusalem Lions | Kraft Family Stadium |

## Verdetti
- Tel Aviv-Jaffa Sabres Campioni di Israele 2009-2010 (1º titolo)